# Nosálov
Nosálov (en allemand : Nosadl) est une commune du district de Mělník, dans la région de Bohême-Centrale, en République tchèque. Sa population s'élevait à 183 habitants en 2020.

## Géographie
Nosálov se trouve à 5 km au nord-est de Mšeno, à 19 km au nord-est de Mělník et à 48 km au nord-nord-est de Prague.

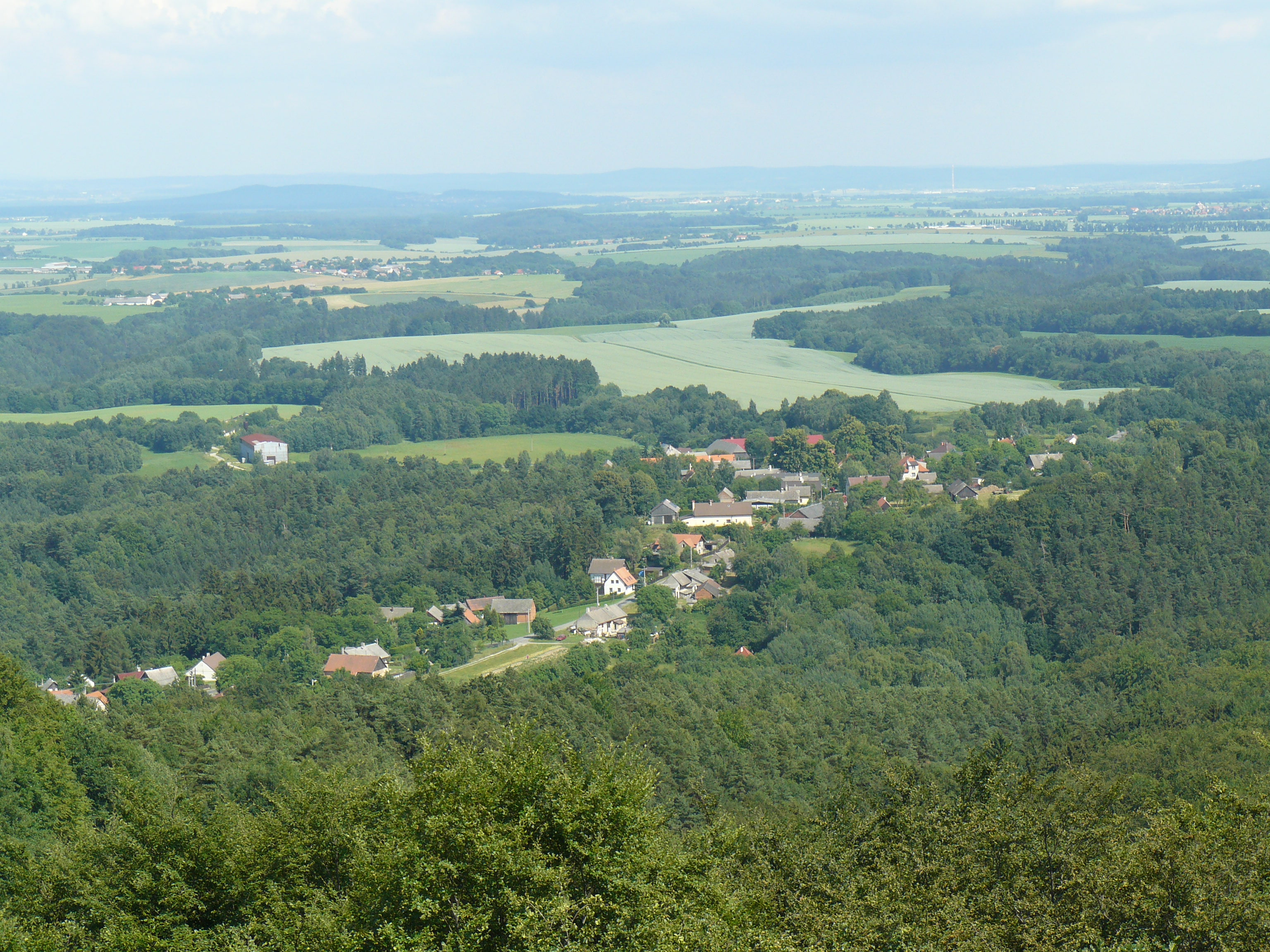
Vue aérienne oblique de Nosálov.

La commune est limitée par Blatce et Doksy au nord, par Bělá pod Bezdězem et Březovice à l'est, par Katusice et Lobeč au sud, et par Mšeno à l'ouest.

## Histoire
La première mention écrite de la localité date de 1324.

## Administration
La commune se compose de quatre quartiers :
- Nosálov
- Brusné 1.díl
- Libovice
- Příbohy